# Dicranomyia dis
Dicranomyia dis är en tvåvingeart som först beskrevs av Alexander 1944.  Dicranomyia dis ingår i släktet Dicranomyia och familjen småharkrankar.
Artens utbredningsområde är Peru. Inga underarter finns listade i Catalogue of Life.